# Дикеарх
Дикеарх из Месене (стгрч. ΔικαιαρχοςΔικαιαρχος; око 365. п. н. е., Месина — после 300. п. н. е.) је старогрчки перипатетички филозоф и научник. Рођен на Сицилији, студирао је у Атини код Аристотела и Теофраста, а већи део живота провео је на Пелопонезу и Спарти.

## Биографија
Дикеарх је припадао оним Аристотеловим ученицима који су више волели проучавање одређених проблема него развој филозофских доктрина учитеља. Његова интересовања су првенствено лежала у областима психологије, историје културе, филологије, политичке теорије и географије.
У дијалогу „О души” (Περι ψυχης), Дикеарх долази до закључка да душа умире заједно са телом. Према Дикеарху, душа је хармонија четири основна својства тела – хладно, топло, мокро, суво. У дијалогу „Силазак у Трофонијево светилиште“ (Η εις Τροφωνιου καταϐασις) Дикеарх је порицао све облике мантика, осим пророчких снова и пророчког надахнућа; међутим, веровао је да је боље не знати за будућност него знати.
У својим Биографијама (Περι βιων), Дикеарх је описао животе разних познатих људи, укључујући Питагоре, Сократа и Платона. Овде је изразио своју предност активном начину живота над идеалом контемплативног живота, којег се Аристотел придржавао. Дикеархов Живот Грчке (Βιος Ελλαδος) представља прву општу историју културе. Његове главне теме биле су грчки начин живота уопште, производња хране, друштвени поредак, разне културне иновације, књижевност, музика и плес. У свом есеју „О смрти људи“ Дикеарх долази до закључка да је више људи умрло од ратова него од било које друге несреће. У делу „Тројство” (Τριπολιτικος), Дикеарх је полемисао са Платоном о државном устројству, препознајући најбоље, по примеру Спарте, мешовити систем, који се састоји од монархије, демократије и аристократије.
У „Земљином кругу“ (Γης περιοδος) Дикеарх је доказао сферичност Земље, описао резултате својих мерења висина разних планина у Грчкој; посебно је одредио висину планине Пелион на 1250 степеница.
Преживели фрагменти Дикеархових списа, заједно са онима других перипететичара, објављени су у класичном делу Ф. Верлија, Дие Сцхуле дес Аристотелес.